# Editorial Mediterrània
Editorial Mediterrània és una editorial catalana fundada per Eduard Fornés el 1980 i establerta a Barcelona. És coneguda sobretot per publicar les Petites històries de Pilarín Bayés, tot i que publiquen llibre infantil, d'art, natura i cultura. El gruix de les seves publicacions és en català, però també publiquen en diversos idiomes. El seu director actual és Francesc Ortiz Farreny.

## Col·leccions
L'editorial té diverses col·leccions de llibres, entre les quals destaquen les petites històries, una sèrie de gairebé 300 títols infantils il·lustrats per Pilarín Bayés i dedicats a temes culturals (artistes, escriptors, festes tradicionals, història...), alguns d'ells traduïts fins a nou idiomes (català, castellà, anglès, francès, alemany, italià, japonès, rus i xinès).
Una altra col·lecció infantil destacada és Les bones maneres (protagonitzada per la Berta i en Martí, que aprenen fórmules de cortesia com ara saludar, dir gràcies, perdó, salut...)
El 2013 van començar la publicació de la sèrie Els Cacaus d'en Sam, basada en les aventures dels Cacaus, uns personatges fets de ganxet amb la tècnica japonesa amigurumi, que viuen a Barcelona i que es relacionen amb humans.
Pel que fa a llibres per a adults, s'ha especialitzat en llibres d'art català del segle xx, especialment sobre Dalí, Gaudí, Subirachs i la Sagrada Família. Destaquen les obres més completes -amb catàleg raonat- sobre el Santiago Rusiñol pintor, redactada per Josep de C. Laplana i Mercedes Palau-Ribes, i sobre el pintor Josep Mompou, escrita per Francesc Fontbona, que hi és autor també -en col·laboració amb Francesc Miralles- del catàleg raonat dels dibuixos d'Hermen Anglada i Camarasa. També en altres llibres de no ficció amb autors com Gregorio Luri o Fra Valentí Serra de Manresa, i poesia amb obres de Miquel Martí i Pol, Joana Raspall o antologies poètiques.
L'editorial també promou el Premi Pilarín Bayés, un concurs de contes escrits per nens i nenes, i que vol fomentar la lectura i acostar els llibres als infants.